# Лимана
Лимана (итал. Limana) — коммуна в Италии, располагается в провинции Беллуно области Венето.
Население составляет 4506 человек, плотность населения составляет 116 чел./км². Занимает площадь 39 км². Почтовый индекс — 32020. Телефонный код — 0437.
Покровительницей коммуны почитается святая Иустина Падуанская. Праздник ежегодно празднуется 7 октября.  Покровителем коммуны также почитается святой Валентин. Праздник ежегодно празднуется 14 февраля.